# Hedemora (comuna)
Hedemora (em sueco: Hedemora kommun) é uma comuna da Suécia localizada no condado de Dalecárlia. Sua capital é a cidade de Hedemora. Possui 835 quilômetros quadrados e segundo censo de 2018, havia 15 457 habitantes.